# Liste der Mitglieder der Jatiya Sangsad von Bangladesch (1. Wahlperiode)

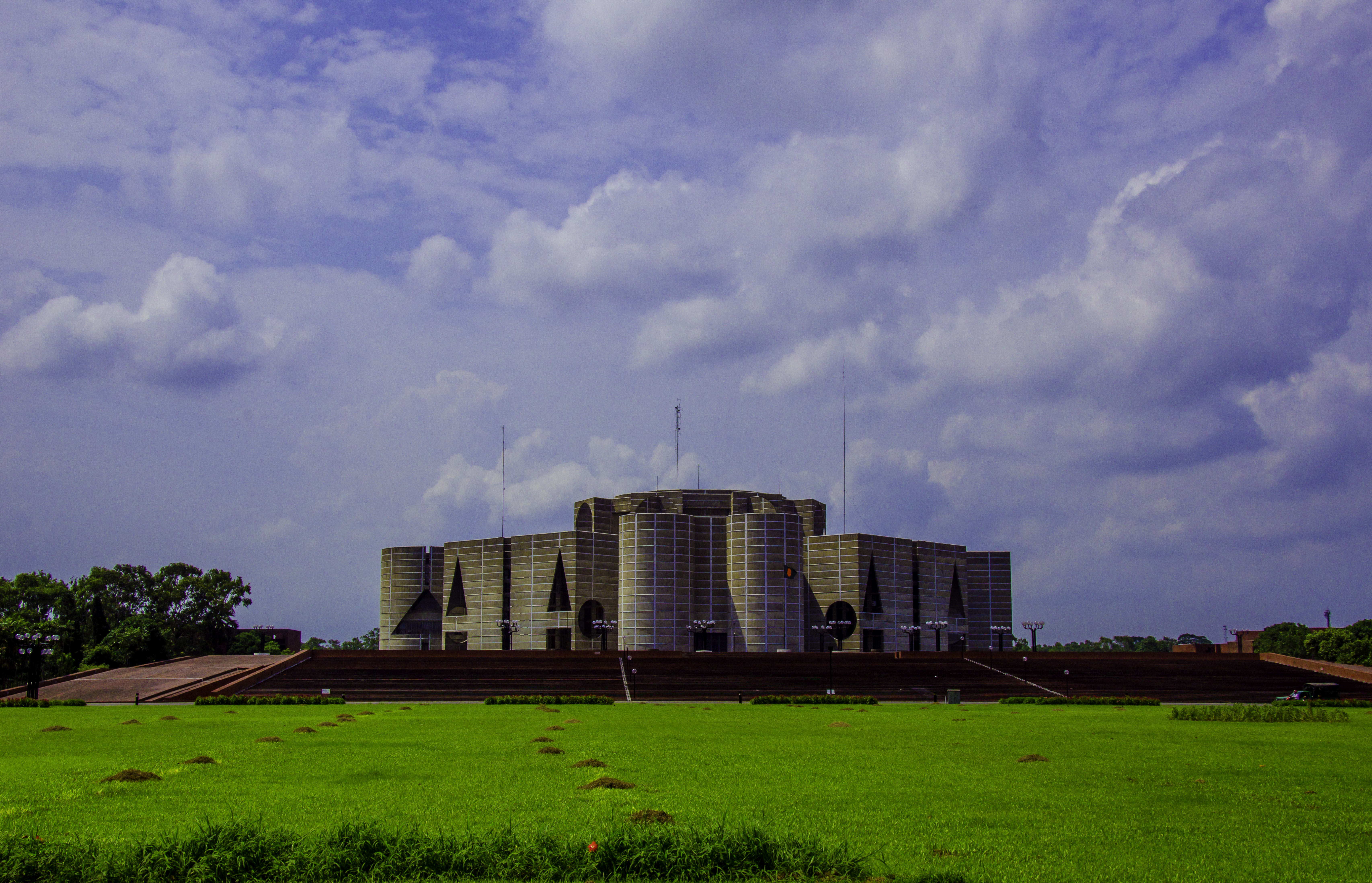
Gebäude der Nationalversammlung von Bangladesch

Diese Liste der Mitglieder der ersten Jatiya Sangsad gibt einen Überblick über die Zusammensetzung der ersten Legislaturperiode des Jatiya Sangsad (Parlament) von Bangladesch. Die Liste ist nach den Wahlkreisen geordnet. Sie enthält die Abgeordneten, die bei der Wahl am 7. März 1973 gewählt worden waren, sowie die 15 hinzugewählten weiblichen Abgeordneten und die Abgeordneten, die in der Folge durch Nachwahlen bestimmt wurden.

## Abgeordnete

### Gewählte Parlamentarier
| Nr. | Wahlkreis         | Name                               | Partei                                          | Anmerkungen        |
| --- | ----------------- | ---------------------------------- | ----------------------------------------------- | ------------------ |
| 1   | Dinajpur-1        | Kamaruddin Ahmed                   | Awami-Liga                                      |                    |
| 2   | Dinajpur-2        | Sirajul Islam                      | Awami-Liga                                      |                    |
| 3   | Dinajpur-3        | Mohammad Fazlul Karim              | Awami-Liga                                      |                    |
| 4   | Dinajpur-4        | Ali Akbar                          | Awami-Liga                                      |                    |
| 5   | Dinajpur-5        | Abdul Haque                        | Awami-Liga                                      |                    |
| 6   | Dinajpur-6        | Mohammed Yusuf Ali                 | Awami-Liga                                      |                    |
| 7   | Dinajpur-7        | Amzad Hossain                      | Awami-Liga                                      |                    |
| 8   | Dinajpur-8        | Shah Mahatab Ahmad                 | Awami-Liga                                      |                    |
| 9   | Dinajpur-9        | Sardar Mosharraf Hossain           | Awami-Liga                                      |                    |
| 10  | Dinajpur-10       | Abdul Latif Mia                    | Awami-Liga                                      |                    |
| 11  | Rangpur-1         | Abdur Rouf                         | Awami-Liga                                      |                    |
| 12  | Rangpur-2         | Afsar Ali Ahmed                    | Awami-Liga                                      |                    |
| 13  | Rangpur-3         | Jonab Ali Ukil                     | Awami-Liga                                      |                    |
| 14  | Rangpur-4         | Mohammad Alim Uddin                | Awami-Liga                                      |                    |
| 15  | Rangpur-5         | Abid Ali                           | Awami-Liga                                      |                    |
| 16  | Rangpur-6         | Karim Uddin Mohammad               | Awami-Liga                                      |                    |
| 17  | Rangpur-7         | Anisul Haque Chowdhury             | Awami-Liga                                      |                    |
| 18  | Rangpur-8         | Siddique Hossain                   | Awami-Liga                                      |                    |
| 19  | Rangpur-9         | Abdul Awal                         | Awami-Liga                                      |                    |
| 20  | Rangpur-10        | Hamiduzzaman Sarkar                | Awami-Liga                                      |                    |
| 21  | Rangpur-11        | Matiur Rahman                      | Awami-Liga                                      |                    |
| 22  | Rangpur-12        | Shamsul Haque Chowdhury            | Awami-Liga                                      |                    |
| 23  | Rangpur-13        | Md. Riaz Uddin Ahmed               | Awami-Liga                                      |                    |
| 24  | Rangpur-14        | Abul Hossain                       | Awami-Liga                                      |                    |
| 25  | Rangpur-15        | Kanai Lal Sarker                   | Awami-Liga                                      |                    |
| 26  | Rangpur-16        | Mohammad Sadakat Hossain           | Awami-Liga                                      |                    |
| 27  | Rangpur-17        | Shamsul Hossain Sarkar             | Awami-Liga                                      |                    |
| 28  | Rangpur-18        | Abu Taleb Mia                      | Awami-Liga                                      |                    |
| 29  | Rangpur-19        | Lutfor Rahman                      | Awami-Liga                                      |                    |
| 30  | Rangpur-20        | Waliur Rahman                      | Awami-Liga                                      |                    |
| 31  | Rangpur-21        | Shah Jahangir Kabir                | Awami-Liga                                      |                    |
| 32  | Rangpur-22        | Tofazzal Hossain                   | Awami-Liga                                      |                    |
| 33  | Bogra-1           | Mafiz Ali Chowdhury                | Awami-Liga                                      |                    |
| 34  | Bogra-2           | Kasim Uddin Ahmed                  | Awami-Liga                                      |                    |
| 35  | Bogra-3           | Mohammad Hasan Ali Talukder        | Awami-Liga                                      |                    |
| 36  | Bogra-4           | Mozaffar Hossain                   | Awami-Liga                                      |                    |
| 37  | Bogra-5           | Mostafizur Rahman Patal            | Awami-Liga                                      |                    |
| 38  | Bogra-6           | S. M. Sirajul Islam Suruj          | Awami-Liga                                      |                    |
| 39  | Bogra-7           | Amanullah Khan                     | Awami-Liga                                      |                    |
| 40  | Bogra-8           | AK Mujibur Rahman                  | Awami-Liga                                      |                    |
| 41  | Bogra-9           | Hashem Ali Khan                    | Awami-Liga                                      |                    |
| 42  | Rajshahi-1        | Moin Uddin Ahmed                   | Awami-Liga                                      |                    |
| 43  | Rajshahi-2        | Khalid Ali Mia                     | Awami-Liga                                      |                    |
| 44  | Rajshahi-3        | A. A. M. Mesbahul Haq              | Awami-Liga                                      |                    |
| 45  | Rajshahi-4        | Shah Sirajul Islam Chowdhury       | Awami-Liga                                      |                    |
| 46  | Rajshahi-5        | Sardar Mohammad Jahangir           | Awami-Liga                                      |                    |
| 47  | Rajshahi-6        | Atowar Rahman Talukder             | Awami-Liga                                      |                    |
| 48  | Rajshahi-7        | Emaz Uddin Pramanik                | Awami-Liga                                      |                    |
| 49  | Rajshahi-8        | Abdul Jalil                        | Awami-Liga                                      |                    |
| 50  | Rajshahi-9        | Mohammad Baitullah                 | Awami-Liga                                      |                    |
| 51  | Rajshahi-10       | Abul Hasnat Muhammad Qamaruzzaman  | Awami-Liga                                      |                    |
| 52  | Rajshahi-11       | Mainuddin Ahmed Manik              | Awami-Liga                                      |                    |
| 53  | Rajshahi-12       | Sardar Amjad Hossain               | Awami-Liga                                      |                    |
| 54  | Rajshahi-13       | Shah Muhammad Zafarullah           | Awami-Liga                                      |                    |
| 55  | Rajshahi-14       | Md. Alauddin                       | Awami-Liga                                      |                    |
| 56  | Rajshahi-15       | Saiful Islam                       | Awami-Liga                                      |                    |
| 57  | Rajshahi-16       | Ashraful Islam                     | Awami-Liga                                      |                    |
| 58  | Rajshahi-17       | Rafiq Uddin Sarkar                 | Awami-Liga                                      |                    |
| 59  | Pabna-1           | Muhammad Mansur Ali                | Awami-Liga                                      |                    |
| 60  | Pabna-2           | Syed Haider Ali                    | Awami-Liga                                      |                    |
| 61  | Pabna-3           | Raushanul Haque Moti Mia           | Awami-Liga                                      |                    |
| 62  | Pabna-4           | Dabir Uddin Ahmed                  | Awami-Liga                                      |                    |
| 63  | Pabna-5           | Abdul Momin Talukder               | Awami-Liga                                      |                    |
| 64  | Pabna-6           | Abu Bakar                          | Awami-Liga                                      |                    |
| 65  | Pabna-7           | Abdur Razzak Mukul                 | Awami-Liga                                      |                    |
| 66  | Pabna-8           | Abu Sayeed                         | Awami-Liga                                      |                    |
| 67  | Pabna-9           | Ahmed Tafiz Uddin                  | Awami-Liga                                      |                    |
| 68  | Pabna-10          | Mozammel Haque Samaji              | Awami-Liga                                      |                    |
| 69  | Pabna-11          | Mohiuddin Ahmed                    | Awami-Liga                                      |                    |
| 70  | Pabna-12          | Amjad Hossain                      | Awami-Liga                                      |                    |
| 71  | Kushtia-1         | Azizur Rahman Akkas                | Awami-Liga                                      |                    |
| 72  | Kushtia-2         | Abdur Rouf Chowdhury               | Awami-Liga                                      |                    |
| 73  | Kushtia-3         | M Amir-ul Islam                    | Awami-Liga                                      |                    |
| 74  | Kushtia-4         | Mohammad Golam Kibria              | Awami-Liga                                      |                    |
| 75  | Kushtia-5         | Mohammad Shahiduddin               | Awami-Liga                                      |                    |
| 76  | Kushtia-6         | Badal Rashid                       | Awami-Liga                                      |                    |
| 77  | Kushtia-7         | Ashab-ul-Haq                       | Awami-Liga                                      |                    |
| 78  | Jessore-1         | Kazi Khademul Islam                | Awami-Liga                                      |                    |
| 79  | Jessore-2         | Nur-e-Alam Siddiqui                | Awami-Liga                                      |                    |
| 80  | Jessore-3         | J. K. M. A. Aziz                   | Awami-Liga                                      |                    |
| 81  | Jessore-4         | Mohammad Moinuddin Miazi           | Awami-Liga                                      |                    |
| 82  | Jessore-5         | Tabibar Rahman Sarder              | Awami-Liga                                      |                    |
| 83  | Jessore-6         | Abul Islam                         | Awami-Liga                                      |                    |
| 84  | Jessore-7         | Pijush Kanti Bhattacharjee         | Awami-Liga                                      |                    |
| 85  | Jessore-8         | Shah Hadiizzzaman                  | Awami-Liga                                      |                    |
| 86  | Jessore-9         | Raushan Ali                        | Awami-Liga                                      |                    |
| 87  | Jessore-10        | Abdur Rasheed Biswas               | Awami-Liga                                      |                    |
| 88  | Jessore-11        | Muhammad Sohrab Hossain            | Awami-Liga                                      |                    |
| 89  | Jessore-12        | Ekhlas Uddin Ahmed                 | Awami-Liga                                      |                    |
| 90  | Jessore-13        | Khandaker Abdul Hafeez             | Awami-Liga                                      |                    |
| 91  | Khulna-1          | M. A. Khair                        | Awami-Liga                                      |                    |
| 92  | Khulna-2          | Sheikh Abdur Rahman                | Awami-Liga                                      |                    |
| 93  | Khulna-3          | Mir Sakhawat Ali                   | Awami-Liga                                      |                    |
| 94  | Khulna-4          | Sheich Abdul Aziz                  | Awami-Liga                                      |                    |
| 95  | Khulna-5          | Kuber Chandra Biswas               | Awami-Liga                                      |                    |
| 96  | Khulna-6          | MA Bari                            | Awami-Liga                                      |                    |
| 97  | Khulna-7          | Momen Uddin Ahmed                  | Awami-Liga                                      |                    |
| 98  | Khulna-8          | Enayet Ali Sana                    | Awami-Liga                                      |                    |
| 99  | Khulna-9          | SM Babar Ali                       | Awami-Liga                                      |                    |
| 100 | Khulna-10         | MM Nawab Ali                       | Awami-Liga                                      |                    |
| 101 | Khulna-11         | Mohammad Mohsin                    | Awami-Liga                                      |                    |
| 102 | Khulna-12         | A. F. M. Entaz Ali                 | Awami-Liga                                      |                    |
| 103 | Khulna-13         | Syed Kamal Bakht                   | Awami-Liga                                      |                    |
| 104 | Khulna-14         | Salahuddin Yusuf                   | Awami-Liga                                      |                    |
| 105 | Patuakhali-1      | Asmat Ali Sikder                   | Awami-Liga                                      |                    |
| 106 | Patuakhali-2      | Shahjada Abdul Malek Khan          | Awami-Liga                                      |                    |
| 107 | Patuakhali-3      | Habibur Rahman Mia                 | Awami-Liga                                      |                    |
| 108 | Patuakhali-4      | Kazi Abul Kashem                   | Awami-Liga                                      |                    |
| 109 | Patuakhali-5      | Nizam Uddin Ahmed                  | Awami-Liga                                      |                    |
| 110 | Patuakhali-6      | Abdul Aziz Khandaker               | Awami-Liga                                      |                    |
| 111 | Patuakhali-7      | Abdul Barek Mia                    | Awami-Liga                                      |                    |
| 112 | Bakerganj-1       | Tofail Ahmed                       | Awami-Liga                                      |                    |
| 113 | Bakerganj-2       | Nazrul Islam                       | Awami-Liga                                      |                    |
| 114 | Bakerganj-3       | Motahar Uddin                      | Awami-Liga                                      |                    |
| 115 | Bakerganj-4       | Yusuf Hossain Humayun              | Awami-Liga                                      |                    |
| 116 | Bakerganj-5       | Abdul Mannan Howlader              | Awami-Liga                                      |                    |
| 117 | Bakerganj-6       | Mokim Hossain Howlader             | Awami-Liga                                      |                    |
| 118 | Bakerganj-7       | Amir Hossain Amu                   | Awami-Liga                                      |                    |
| 119 | Bakerganj-8       | Nurul Islam Manzur                 | Awami-Liga                                      |                    |
| 120 | Bakerganj-9       | Fazlul Haque Talukdar              | Awami-Liga                                      |                    |
| 121 | Bakerganj-10      | Mohiuddin Ahmed                    | Awami-Liga                                      |                    |
| 122 | Bakerganj-11      | AKM Nurul Karim Khair              | Awami-Liga                                      |                    |
| 123 | Bakerganj-12      | Harnath Bain                       | Awami-Liga                                      |                    |
| 124 | Bakerganj-13      | Abdur Rab Serniabat                | Awami-Liga                                      |                    |
| 125 | Bakerganj-14      | Chittaranjan Sutar                 | Awami-Liga                                      |                    |
| 126 | Bakerganj-15      | Khitish Chandra Mondal             | Awami-Liga                                      |                    |
| 127 | Bakerganj-16      | Enayet Hossain Khan                | Awami-Liga                                      |                    |
| 128 | Bakerganj-17      | Mainul Hosein                      | Awami-Liga                                      |                    |
| 128 | Bakerganj-17      |                                    | Bangladesh Krishak Sramik Awami League (BAKSAL) | 1975 Nachwahl      |
| 129 | Bakerganj-18      | Mohiuddin Ahmed                    | Awami-Liga                                      |                    |
| 130 | Tangail-1         | Abdus Sattar                       | Jatiya Samajtantrik Dal                         |                    |
| 131 | Tangail-2         | Hatem Ali Talukdar                 | Awami-Liga                                      |                    |
| 132 | Tangail-3         | Shamsur Rahman Khan Shahjahan      | Awami-Liga                                      |                    |
| 133 | Tangail-4         | Abdul Latif Siddiqui               | Awami-Liga                                      |                    |
| 134 | Tangail-5         | Mirza Tofazzal Hossain Mukul       | Awami-Liga                                      |                    |
| 135 | Tangail-6         | Abdul Mannan                       | Awami-Liga                                      |                    |
| 136 | Tangail-7         | Shawkat Ali Khan                   | Awami-Liga                                      |                    |
| 137 | Tangail-8         | Fazlur Rahman Faruque              | Awami-Liga                                      |                    |
| 138 | Tangail-9         | Humayun Khalid                     | Awami-Liga                                      |                    |
| 139 | Mymensingh-1      | Md. Delwar Hossain                 | Awami-Liga                                      |                    |
| 140 | Mymensingh-2      | Rashed Mosharraf                   | Awami-Liga                                      |                    |
| 141 | Mymensingh-3      | Nurul Islam                        | Awami-Liga                                      |                    |
| 142 | Mymensingh-4      | Abdul Malek                        | Awami-Liga                                      |                    |
| 143 | Mymensingh-5      | Mohammad Abdul Hakim               | Awami-Liga                                      |                    |
| 144 | Mymensingh-6      | Md. Anisur Rahman                  | Awami-Liga                                      |                    |
| 145 | Mymensingh-7      | Mizanur Rahman                     | Awami-Liga                                      |                    |
| 146 | Mymensingh-8      | Md. Abdul Halim                    | Awami-Liga                                      |                    |
| 147 | Mymensingh-9      | Kudratullah Mandal                 | Awami-Liga                                      |                    |
| 148 | Mymensingh-10     | Shamsul Haque                      | Awami-Liga                                      |                    |
| 149 | Mymensingh-11     | Nazim Uddin                        | Awami-Liga                                      |                    |
| 150 | Mymensingh-12     | Anwarul Quader                     | Awami-Liga                                      |                    |
| 151 | Mymensingh-13     | Rafiq Uddin Bhuiyan                | Awami-Liga                                      |                    |
| 152 | Mymensingh-14     | AK Mosharraf Hossain Akand         | Awami-Liga                                      |                    |
| 153 | Mymensingh-15     | Md. Shamsul Haque                  | Awami-Liga                                      |                    |
| 154 | Mymensingh-16     | ANM Nazrul Islam                   | Awami-Liga                                      |                    |
| 155 | Mymensingh-17     | Abdur Rashid                       | Awami-Liga                                      |                    |
| 156 | Mymensingh-18     | Mostafa MA Matin                   | Awami-Liga                                      |                    |
| 157 | Mymensingh-19     | Abul Hashem                        | Awami-Liga                                      |                    |
| 158 | Mymensingh-20     | Abdul Majid Tara Mia               | Awami-Liga                                      |                    |
| 159 | Mymensingh-21     | Sadir Uddin Ahmed                  | Awami-Liga                                      |                    |
| 160 | Mymensingh-22     | Abdul Momin                        | Awami-Liga                                      |                    |
| 161 | Mymensingh-23     | Fazlur Rahman Khan                 | Awami-Liga                                      |                    |
| 162 | Mymensingh-24     | Zubed Ali                          | Awami-Liga                                      |                    |
| 163 | Mymensingh-25     | Abdul Khaleq                       | Awami-Liga                                      |                    |
| 164 | Mymensingh-26     | Asaduzzaman Khan                   | Awami-Liga                                      |                    |
| 165 | Mymensingh-27     | Manoranjan Dhar                    | Awami-Liga                                      |                    |
| 166 | Mymensingh-28     | Syed Nazrul Islam                  | Awami-Liga                                      |                    |
| 167 | Mymensingh-29     | MA Quddus                          | Awami-Liga                                      |                    |
| 168 | Mymensingh-30     | Abdul Hamid                        | Awami-Liga                                      |                    |
| 169 | Mymensingh-31     | Manzoor Ahmad Bachchu              | Awami-Liga                                      |                    |
| 170 | Mymensingh-32     | Zillur Rahman                      | Awami-Liga                                      |                    |
| 171 | Dhaka-1           | Abu Md. Saidur Rahman              | Awami-Liga                                      |                    |
| 172 | Dhaka-2           | Moslem Uddin Khan                  | Awami-Liga                                      |                    |
| 173 | Dhaka-3           | Mofizul Islam Khan Kamal           | Awami-Liga                                      |                    |
| 174 | Dhaka-4           | Mir Abul Khayer                    | Awami-Liga                                      |                    |
| 175 | Dhaka-5           | Shah Moazzem Hossain               | Awami-Liga                                      |                    |
| 176 | Dhaka-6           | Korban Ali                         | Awami-Liga                                      |                    |
| 177 | Dhaka-7           | Abdul Karim Bepari                 | Awami-Liga                                      |                    |
| 178 | Dhaka-8           | K. M. Shamsul Huda                 | Awami-Liga                                      |                    |
| 179 | Dhaka-9           | Rafiq Uddin Ahmed                  | Awami-Liga                                      |                    |
| 180 | Dhaka-10          | Khondakar Harun-ur-Rashid          | Awami-Liga                                      |                    |
| 181 | Dhaka-11          | Borhan Uddin Ahmed                 | Awami-Liga                                      |                    |
| 182 | Dhaka-12          | Sheikh Mujibur Rahman              | Awami-Liga                                      |                    |
| 183 | Dhaka-13          | Gazi Golam Mostafa                 | Awami-Liga                                      |                    |
| 184 | Dhaka-14          | Kamal Hossain                      | Awami-Liga                                      |                    |
| 185 | Dhaka-15          | Shamim Misir                       | Awami-Liga                                      |                    |
| 186 | Dhaka-16          | Shamsul Haq                        | Awami-Liga                                      |                    |
| 187 | Dhaka-17          | Kazi Mozammel Haque                | Awami-Liga                                      |                    |
| 188 | Dhaka-18          | Mohammad Anwar Jung Talukdar       | Awami-Liga                                      |                    |
| 189 | Dhaka-19          | Ataur Rahman Khan                  | Bangladesh Jatiya League                        |                    |
| 190 | Dhaka-20          | Tajuddin Ahmad                     | Awami-Liga                                      |                    |
| 191 | Dhaka-21          | Moyez Uddin                        | Awami-Liga                                      |                    |
| 192 | Dhaka-22          | Gazi Fazlur Rahman                 | Awami-Liga                                      |                    |
| 193 | Dhaka-23          | Rabiul Alam Kiran Khan             | Awami-Liga                                      |                    |
| 194 | Dhaka-24          | Aftab Uddin Bhuiyan                | Awami-Liga                                      |                    |
| 195 | Dhaka-25          | Mosleh Uddin Ahmed                 | Awami-Liga                                      |                    |
| 196 | Dhaka-26          | Kazi Sahabuddin Ahmed              | Awami-Liga                                      |                    |
| 197 | Dhaka-27          | Sadat Ali Sikder                   | Awami-Liga                                      |                    |
| 198 | Dhaka-28          | Mubarak Hossain                    | Awami-Liga                                      |                    |
| 199 | Dhaka-29          | Afzal Hossain                      | Awami-Liga                                      |                    |
| 200 | Dhaka-30          | AKM Samsuzzoha                     | Awami-Liga                                      |                    |
| 201 | Faridpur-1        | S. A. Malek                        | Awami-Liga                                      |                    |
| 202 | Faridpur-2        | Khandaker Nurul Islam              | Awami-Liga                                      |                    |
| 203 | Faridpur-3        | Syed Qumrul Islam Saleh Uddin      | Unabhängiger                                    |                    |
| 204 | Faridpur-4        | Delwar Hossain                     | Awami-Liga                                      |                    |
| 205 | Faridpur-5        | Imam Uddin Ahmad                   | Awami-Liga                                      |                    |
| 206 | Faridpur-6        | Abdus Salam Mia                    | Awami-Liga                                      |                    |
| 207 | Faridpur-7        | KM Obaidur Rahman                  | Awami-Liga                                      |                    |
| 208 | Faridpur-8        | Shamsuddin Mollah                  | Awami-Liga                                      |                    |
| 209 | Faridpur-9        | Nazir Ahmad Talukder               | Awami-Liga                                      |                    |
| 210 | Faridpur-10       | Nurul Qadir Junu                   | Awami-Liga                                      |                    |
| 211 | Faridpur-11       | Mollah Jalaluddin Ahmed            | Awami-Liga                                      |                    |
| 212 | Faridpur-12       | Santosh Kumar Biswas               | Awami-Liga                                      |                    |
| 213 | Faridpur-13       | Ilias Ahmed Chowdhury              | Awami-Liga                                      |                    |
| 214 | Faridpur-14       | Asmat Ali Khan                     | Awami-Liga                                      |                    |
| 215 | Faridpur-15       | Aminul Islam Danesh Mia            | Awami-Liga                                      |                    |
| 216 | Faridpur-16       | Abdur Razzaq                       | Awami-Liga                                      |                    |
| 217 | Faridpur-17       | AFM Nurul Haque Hawladar           | Awami-Liga                                      | Gest. 31. Mai 1973 |
| 217 | Faridpur-17       | M. A. Kasem                        | Awami-Liga                                      | 1973 Nachwahl      |
| 218 | Faridpur-18       | Abidur Reza Khan                   | Awami-Liga                                      |                    |
| 219 | Faridpur-19       | Phani Bhushan Majumder             | Awami-Liga                                      |                    |
| 220 | Sylhet-1          | Abdul Hekim Chowdhury              | Awami-Liga                                      |                    |
| 221 | Sylhet-2          | Abdus Samad Azad                   | Awami-Liga                                      |                    |
| 222 | Sylhet-3          | Abdur Rais                         | Awami-Liga                                      |                    |
| 223 | Sylhet-4          | A. H. M. Abdul Hai                 | Awami-Liga                                      |                    |
| 224 | Sylhet-5          | A. Zahur Miah                      | Awami-Liga                                      |                    |
| 225 | Sylhet-6          | M. A. G. Osmani                    | Awami-Liga                                      |                    |
| 225 | Sylhet-6          | Muhammad Ashraf Ali                | BAKSAL                                          | 1975 Nachwahl      |
| 226 | Sylhet-7          | Nurul Islam Khan                   | Awami-Liga                                      |                    |
| 227 | Sylhet-8          | Dewan Farid Gazi                   | Awami-Liga                                      |                    |
| 228 | Sylhet-9          | Habibur Rahman (Tota Mia)          | Awami-Liga                                      |                    |
| 229 | Sylhet-10         | MA Latif                           | Awami-Liga                                      |                    |
| 230 | Sylhet-11         | Abdur Rahim                        | Awami-Liga                                      |                    |
| 231 | Sylhet-12         | Muhammad Sirajul Islam             | Awami-Liga                                      |                    |
| 232 | Sylhet-13         | Abdul Muttakin Chowdhury           | Awami-Liga                                      |                    |
| 233 | Sylhet-14         | Toabur Rahim                       | Awami-Liga                                      |                    |
| 234 | Sylhet-15         | Altafur Rahman Chowdhury           | Awami-Liga                                      |                    |
| 235 | Sylhet-16         | Gias Uddin Chowdhury               | Awami-Liga                                      |                    |
| 236 | Sylhet-17         | Enamul Haque Mostafa Shahid        | Awami-Liga                                      |                    |
| 237 | Sylhet-18         | Manik Chowdhury                    | Awami-Liga                                      |                    |
| 238 | Sylhet-19         | Mostafa Ali                        | Awami-Liga                                      |                    |
| 239 | Sylhet-20         | Mohammad Abdur Rab                 | Awami-Liga                                      |                    |
| 240 | Sylhet-21         | Abdul Mannan Chowdhury             | Awami-Liga                                      |                    |
| 241 | Comilla-1         | Mohammad Sayedul Haque             | Awami-Liga                                      |                    |
| 242 | Comilla-2         | Taher Uddin Thakur                 | Awami-Liga                                      |                    |
| 243 | Comilla-3         | Ali Azam                           | Awami-Liga                                      |                    |
| 244 | Comilla-4         | Serajul Haque                      | Awami-Liga                                      |                    |
| 245 | Comilla-5         | Abdul Kuddas Makhan                | Awami-Liga                                      |                    |
| 246 | Comilla-6         | Kazi Akbar Uddin Mohammad Siddique | Awami-Liga                                      |                    |
| 247 | Comilla-7         | A. W. M. Abdul Haque               | Awami-Liga                                      |                    |
| 248 | Comilla-8         | Muzaffar Ali                       | Awami-Liga                                      |                    |
| 249 | Comilla-9         | Khandaker Mushtaq Ahmed            | Awami-Liga                                      |                    |
| 250 | Comilla-10        | Wali Ahmed                         | Awami-Liga                                      |                    |
| 251 | Comilla-11        | Ali Ashraf                         | Awami-Liga                                      |                    |
| 252 | Comilla-12        | Muhammad Shujat Ali                | Awami-Liga                                      |                    |
| 253 | Comilla-13        | Abdul Hakim                        | Awami-Liga                                      |                    |
| 254 | Comilla-14        | Mohammad Yunus                     | Awami-Liga                                      |                    |
| 255 | Comilla-15        | Mohammad Khorshed Alam             | Awami-Liga                                      |                    |
| 256 | Comilla-16        | Oli Ahmed                          | Awami-Liga                                      |                    |
| 257 | Comilla-17        | Kazi Zahirul Qayyum                | Awami-Liga                                      |                    |
| 258 | Comilla-18        | Abul Kalam Mazumdar                | Awami-Liga                                      |                    |
| 259 | Comilla-19        | Jalal Ahmed                        | Awami-Liga                                      |                    |
| 260 | Comilla-20        | Abdul Awal                         | Awami-Liga                                      |                    |
| 261 | Comilla-21        | Abdus Sattar                       | Awami-Liga                                      |                    |
| 262 | Comilla-22        | Abu Jafar Mohammad Moinuddin       | Awami-Liga                                      |                    |
| 263 | Comilla-23        | Golam Morshed Farooqi              | Awami-Liga                                      |                    |
| 264 | Comilla-24        | Mizanur Rahman Chowdhury           | Awami-Liga                                      |                    |
| 265 | Comilla-25        | Abdullah Sarkar                    | Awami-Liga                                      |                    |
| 266 | Comilla-26        | Safiullah                          | Awami-Liga                                      |                    |
| 267 | Noakhali-1        | A. B. M. Musa                      | Awami-Liga                                      |                    |
| 268 | Noakhali-2        | Khawaja Ahmed                      | Awami-Liga                                      |                    |
| 269 | Noakhali-3        | A B M Taleb Ali                    | Awami-Liga                                      |                    |
| 270 | Noakhali-4        | Abu Naser Chowdhury                | Awami-Liga                                      |                    |
| 271 | Noakhali-5        | Abdur Rahman                       | Awami-Liga                                      |                    |
| 272 | Noakhali-6        | Md. Hanif                          | Awami-Liga                                      |                    |
| 273 | Noakhali-7        | Nurul Haque                        | Awami-Liga                                      |                    |
| 274 | Noakhali-8        | Abdur Rashid                       | Awami-Liga                                      |                    |
| 275 | Noakhali-9        | Mohammad Mohammadullah             | Awami-Liga                                      |                    |
| 276 | Noakhali-10       | Mahmudur Rahman Belayet            | Awami-Liga                                      |                    |
| 277 | Noakhali-11       | A.K.M. Shahjahan Kamal             | Awami-Liga                                      |                    |
| 278 | Noakhali-12       | Abdul Malek Ukil                   | Awami-Liga                                      |                    |
| 279 | Noakhali-13       | Sirajul Islam                      | Awami-Liga                                      |                    |
| 280 | Noakhali-14       | Amirul Islam Kamal                 | Awami-Liga                                      |                    |
| 281 | Chittagong-1      | Mosharraf Hossain                  | Awami-Liga                                      |                    |
| 282 | Chittagong-2      | Mustafizur Rahman Siddiqi          | Awami-Liga                                      |                    |
| 283 | Chittagong-3      | M. Obaidul Huq                     | Awami-Liga                                      |                    |
| 284 | Chittagong-4      | Nurul Alam Chowdhury               | Awami-Liga                                      |                    |
| 285 | Chittagong-5      | Abdul Wahab                        | Awami-Liga                                      |                    |
| 286 | Chittagong-6      | Mohammad Khaled                    | Awami-Liga                                      |                    |
| 287 | Chittagong-7      | M. A. Manan                        | Awami-Liga                                      |                    |
| 288 | Chittagong-8      | Zahur Ahmed Chowdhury              | Awami-Liga                                      |                    |
| 289 | Chittagong-9      | Kafiluddin                         | Awami-Liga                                      |                    |
| 290 | Chittagong-10     | Abul Kasem                         | Awami-Liga                                      |                    |
| 291 | Chittagong-11     | Nurul Islam Chowdhury              | Awami-Liga                                      |                    |
| 292 | Chittagong-12     | Mohammad Idris                     | Awami-Liga                                      |                    |
| 293 | Chittagong-13     | B. M. Faizur Rahman                | Awami-Liga                                      |                    |
| 294 | Chittagong-14     | M. Siddique                        | Awami-Liga                                      |                    |
| 295 | Chittagong-15     | Shah-e-Jahan Chowdhury             | Awami-Liga                                      |                    |
| 296 | Chittagong-16     | Shamsuddin Ahmad Chowdhury         | Awami-Liga                                      |                    |
| 297 | Chittagong-17     | Mostaq Ahmad Chowdhury             | Awami-Liga                                      |                    |
| 298 | Chittagong-18     | Osman Sarwar Alam Chowdhury        | Awami-Liga                                      |                    |
| 299 | Hill Chittagong-1 | Manabendra Narayan Larma           | Awami-Liga                                      |                    |
| 300 | Hill Chittagong-2 | Chaithoai Roaza                    | Parbatya Chattagram Jana Samhati Samiti         |                    |

### Für Frauen reservierte Sitze
| Sl. Nr. | Abgeordnete            | Sitz Nr. | Partei     | Anmerkungen |
| ------- | ---------------------- | -------- | ---------- | ----------- |
| 01      | Taslima Abed           | Seat-01  | Awami-Liga |             |
| 02      | Nazma Shamima Laiju    | Seat-02  | Awami-Liga |             |
| 03      | Jahanara Rob           | Seat-03  | Awami-Liga |             |
| 04      | Razia Banu             | Seat-04  | Awami-Liga |             |
| 05      | Farida Rahman          | Seat-05  | Awami-Liga |             |
| 06      | Azra Ali               | Seat-06  | Awami-Liga |             |
| 07      | Rafia Akhtar Dolly     | Seat-07  | Awami-Liga |             |
| 08      | Khurshida Moyejuddin   | Seat-08  | Awami-Liga |             |
| 09      | Syeda Sajeda Chowdhury | Seat-09  | Awami-Liga |             |
| 10      | Nurjahan Murshid       | Seat-10  | Awami-Liga |             |
| 11      | Konika Biswas          | Seat-11  | Awami-Liga |             |
| 12      | Abeda Chowdhury        | Seat-12  | Awami-Liga |             |
| 13      | Momtaz Begum           | Seat-13  | Awami-Liga |             |
| 14      | Arjumand Banu          | Seat-14  | Awami-Liga |             |
| 15      | Sudipta Dewan          | Seat-15  | Awami-Liga |             |